# Eduardo Iriarte Jiménez
Eduardo Francisco Iriarte Jiménez (Lima, 12 de julio de 1938 - Lima, 9 de noviembre del 2020) fue un ingeniero, empresario y político peruano. Fue ministro de Transportes y Comunicaciones y ministro de la Producción durante el gobierno de Alejandro Toledo. Fue también director del Banco Central de Reserva desde 2004 hasta el 2006.

## Biografía
Nació en la ciudad de Lima, el 12 de julio de 1938.
Es ingeniero de profesión y durante su carrera empresarial ejerció como presidente de la Cámara de Comercio de Lima y de la Confederación de Cámaras de Comercio del Perú desde 1984 hasta 1986.
Se desempeñó como vicepresidente de la Sociedad Nacional de Industrias y director de la Confederación Nacional de Instituciones Empresariales Privadas (CONFIEP) desde 1995 a 1999, donde también fue cofundador.

## Carrera política
Eduardo Iriarte se inició en el ámbito político cuando postuló al Senado por el partido Somos Libres en 1990, sin embargo, no resultó elegido. Luego se afilió al Frente Independiente Moralizador liderado por Fernando Olivera y postuló al Congreso de la República en las elecciones parlamentarias del año 2000 sin tener éxito nuevamente.
Participó junto a Olivera como parte de su plancha presidencial, acompañado también del exalcalde a Ricardo Belmont, en las elecciones generales del 2001. Sin embargo, la candidatura quedó en el cuarto lugar de las preferencias.

### Ministro de la Producción
El 21 de julio del 2002, Iriarte fue nombrado como el nuevo ministro de la Producción por el presidente Alejandro Toledo en reemplazo de Javier Reátegui quien ejercía como ministro de Pesquería.
Como tal, Iriarte se encargó de desarrollar las actividades del recién formado ministerio, además firmó acuerdos con países latinoamericanos para combatir el contrabando y mejorar las relaciones comerciales.

### Ministro de Transportes y Comunicaciones
En junio del 2003, renunció a la cartera de la Producción para asumir el cargo de ministro de Transportes y Comunicaciones, en el cual se mantuvo hasta febrero del 2004 y fue reemplazado por José Ortiz Rivera.
Luego de alejarse del ejecutivo, Iriarte reapareció en el gobierno de Toledo al ser nombrado como director del Banco Central de Reserva del Perú en 2004 y culminando su labor en septiembre del 2006.

## Fallecimiento
El 9 de noviembre del 2020, Eduardo Iriarte falleció a los 82 años de edad en la ciudad de Lima.